# 田家美
田家美（1945年—），男，吉林省吉林市人，迈阿密大学工程学院教授，美国国家工程院院士。长期从事计算机和系统分析技术在信息和决策系统中的发展与应用研究。

## 生平
1966年毕业于伦斯勒理工学院，获电子工程学士学位。后在麻省理工学院获得硕士和博士学位。1977年任教于伦斯勒理工学院，1987年创建决策科学与工程系统学院并担任院长，2007年至2016年任迈阿密大学工程院长。

## 社会兼职
田家美曾担任电气和电子工程师协会（IEEE）董事会成员、电气和电子工程师协会（IEEE）总会副主席、执行委员会主席、产品委员会主席、期刊委员会主席等职务。

## 奖项和荣誉
1991年当选IEEE院士。2001年当选美国国家工程院院士。